# 孫立人將軍故居
24°08′49″N 120°40′04″E / 24.1469589°N 120.6678056°E
孫立人將軍故居，是位於臺灣臺中市西區的日式建築，戰後時期為孫立人家族購入作自宅，1955年孫立人兵變案後到1988年間為孫立人軟禁處，今列臺中市紀念建築。

## 歷史

### 購入
孫立人在台中向上路的故居面積約658坪，建屋面積約88坪。房子木造舖瓦，設有玄關、會客室、餐廳、寢室、書房、廚房、浴室、庭院。院落中靠圍牆處，原在日治時期種植六棵大王椰子。
原先附近為日本商人、官員所居，國民政府到臺灣後，設為空軍和裝甲兵眷村。當時，孫立人一家以新臺幣四萬一千三百五十元向所有權人彰化縣農會購得此宅。

### 居住

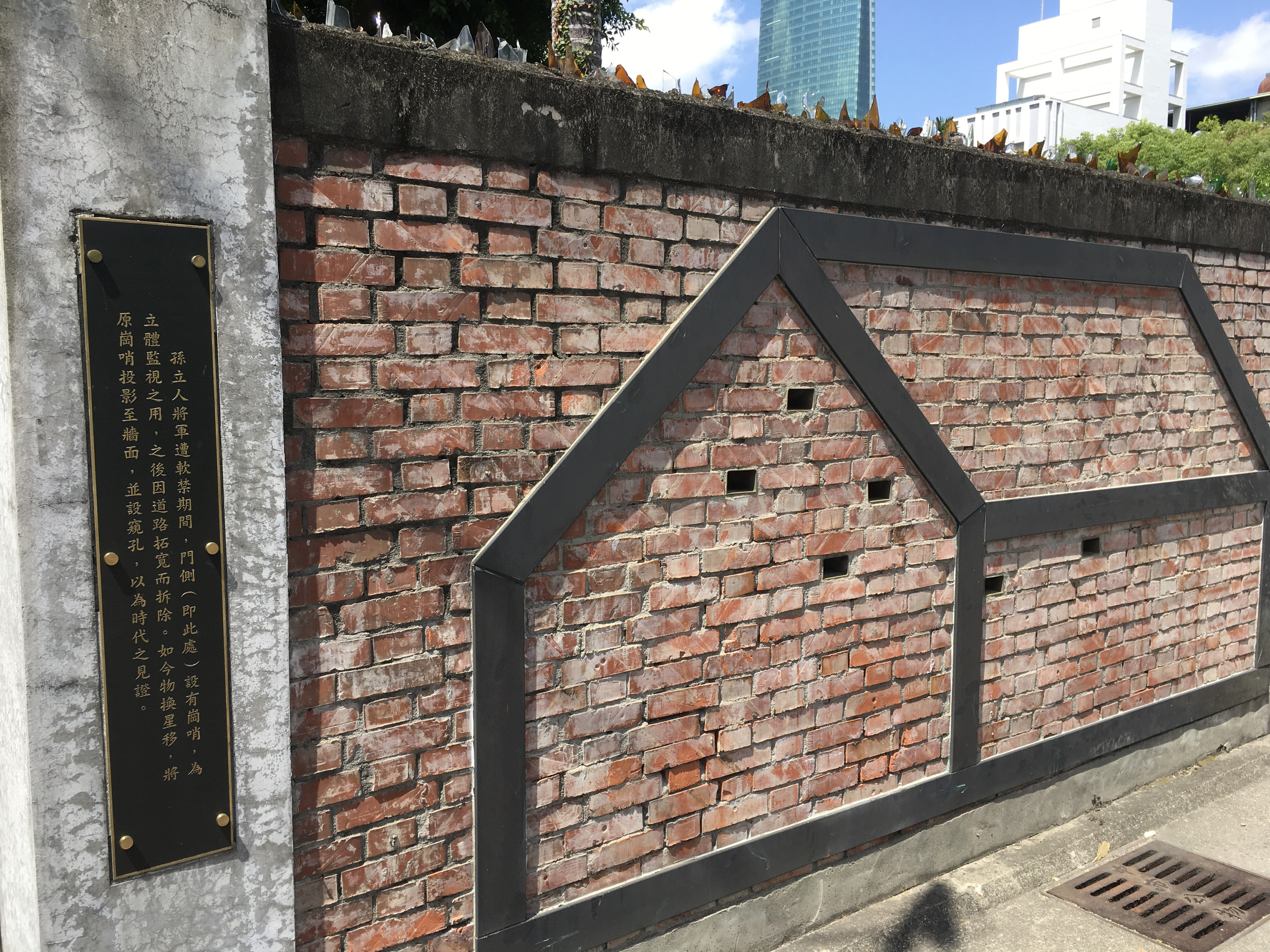
監視孫立人的崗哨示意圖

孫立人代理陸軍副總司令兼陸軍訓練司令期間，在臺北市住於原臺灣軍司令官官邸，直到1955年8月爆發孫立人兵變案為止。該事件後，由八名侍衛在臺中市自宅此看守孫立人。軟禁第四個月時，長子孫安平出生。孫立人兒子孫天平回憶，電話都是門口的哨站先接聽、也會盤查來他家的小學同學，以致同學誤以為他父親很兇悍。幼時住在約兩百公尺處的胡志強，上下學都會經過，對此宅印象是房子漂亮，門口永遠有人站崗。
因軟禁期間無薪，起初只有每半年從總統府匯來的特支費，孫立人為一家生計，須自己在庭院養雞、種聖誕紅賣給教友。孫立人因懷念北京清華大學，在左院和後院分別種了代表清華大學校徽顏色的五彩茉莉，希望有日移植到清華校園。陳文茜小學時，因朋友是孫立人女兒，就曾進來此屋，看見孫立人蹲在花圃前整土。為彌補家用，孫家種玫瑰變賣，這些被稱是「將軍玫瑰」。平日，孫立人則可去北屯區大坑里光西巷的果園務農，侍衛等一群人都會跟隨。

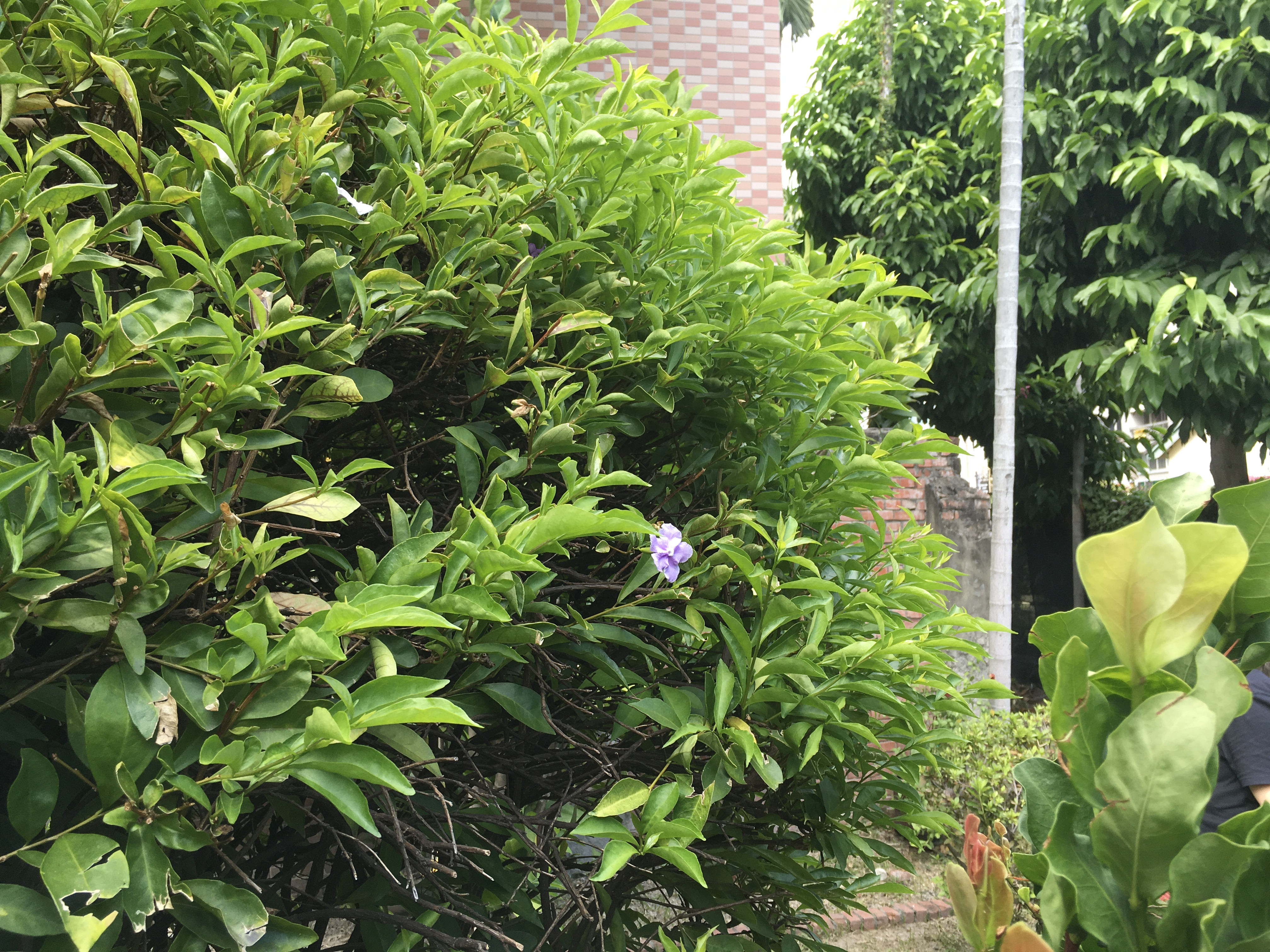
五彩茉莉

蔣經國上任總統後，差馬紀壯前往孫宅，詢問孫立人有何需要。孫立人提出三要求：第一，想去參加女兒的畢業典禮；第二，此房子只買屋，無購地，希望地主省政府能准予請購；第三，他想申請退役。結果只有退役一事獲准。
水電工人鄭錦玉1963年到此修管線後，得以成為少數能出入孫府的外人，後來他就聯合老兵張熊飛、軍法處長周芝雨之子周固猷，一同開始為孫立人平反。1988年3月20日上午九時許，國防部長鄭為元在孫立人義子揭鈞陪同下，來到台中市向上路一段18號的孫宅，當面告知孫將軍有「有任何行動及言論的自由」。28日一早，新竹清華大學派苗圃工，將孫立人栽種的兩株五彩茉莉植在行政大樓中庭花園一座北京清華校門模型兩側。5月1日，軍方人員撤離，改為保全公司接手。11月24日，孫立人九十大壽前夕，賀客滿門。

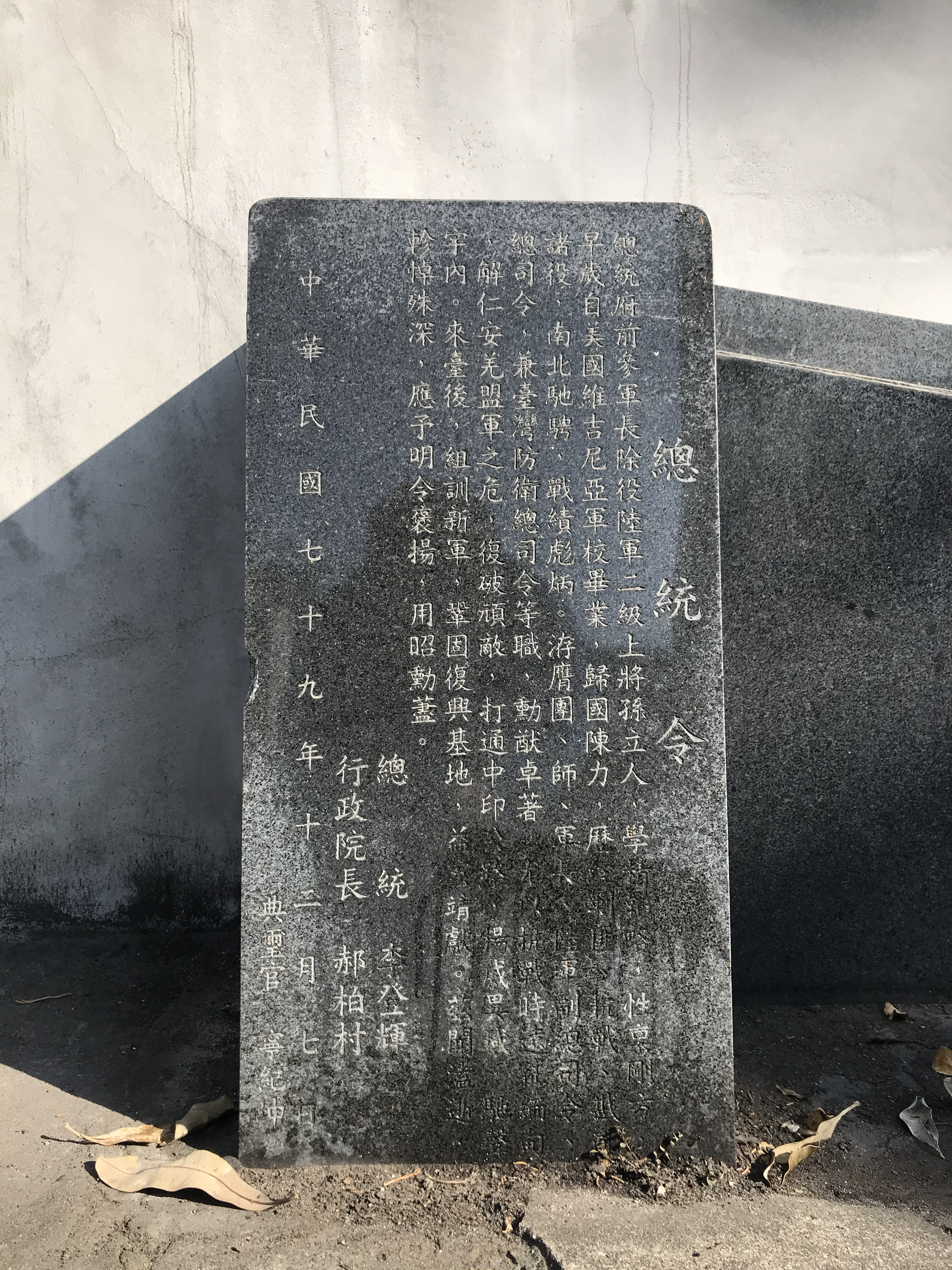
孫立人褒揚令紀念碑

1990年11月17日，孫立人在此屋彌留之際，對台中榮總醫生沈瑞隆和護士連說數句「我是冤枉的」，隨即昏迷不醒。

### 紀念

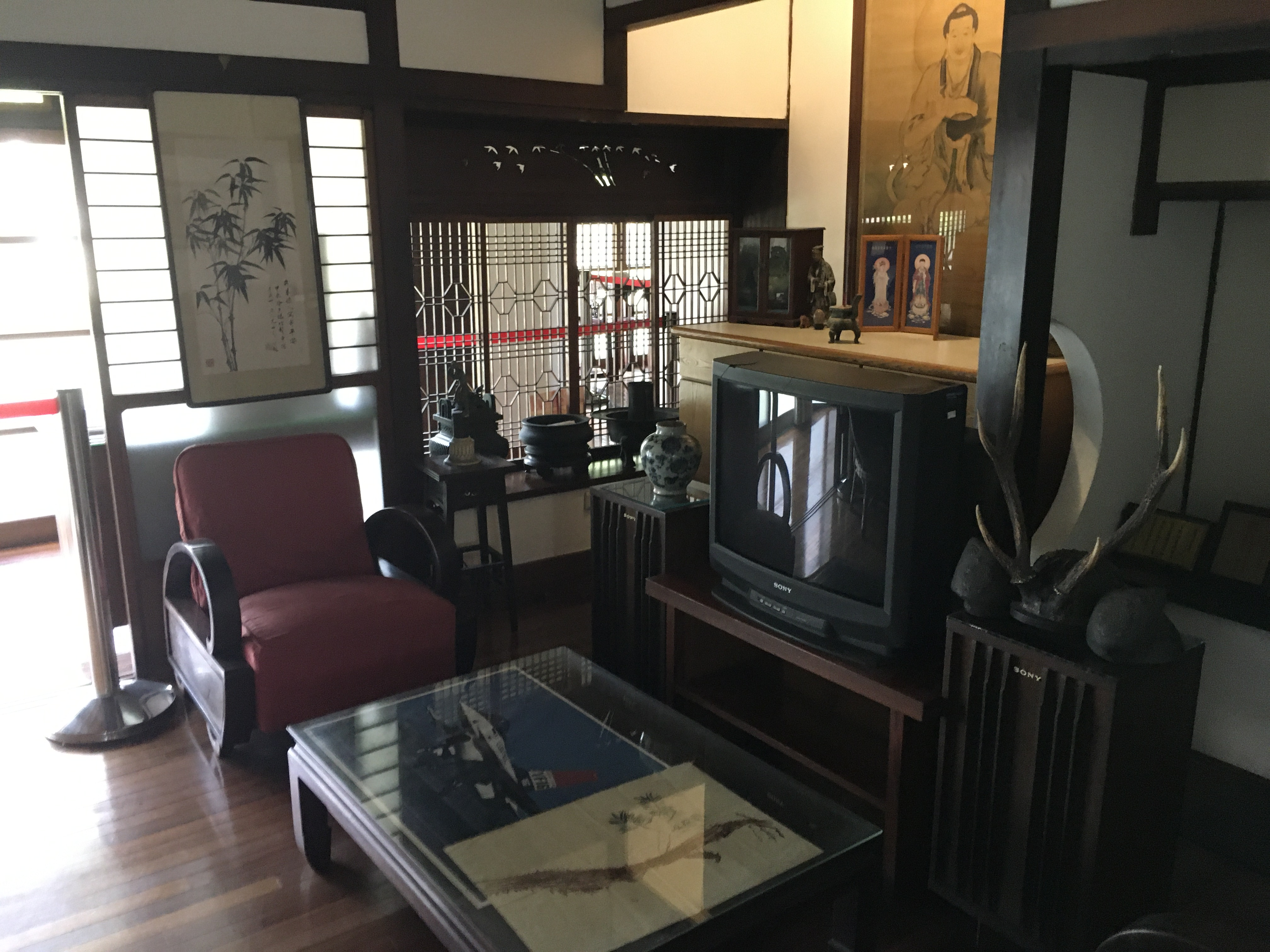
故居客廳

1989年4月25日上午，鳳山新一軍聯合同學會會長羅斌提出，建議由政府出面向國防部等單位買下孫宅土地，孫立人學生與部屬會發動募捐，並比照林語堂故居故居模式，建立紀念館。2001年1月9日早上，孫家表明感謝已故監察委員江鵬堅、現任委員趙榮耀幫忙時，提到孫夫人張美英已同意捐出建物作紀念館。7月23日，市長張溫鷹拜訪張美英時，說將會將此屋改為孫立人將軍紀念館。次年1月9日，市長胡志強拜訪張美英時，亦是同樣承諾。後來，張美英搬至到美國，與小女兒孫太平同住，因過去白色恐怖陰影，晚年時出現以為有人要抓她的幻覺。
2010年11月21日，此宅以「孫立人將軍故居」揭牌，二戰時期曾與孫立人在印度相處的第一代斯利姆子爵威廉·斯利姆兒子Viscount Slim前來。之後改以「孫立人將軍紀念館」開放，由總統馬英九在2011年1月22日主持揭牌。次年，9月29日，新一軍部屬集資請藝術家王秀杞雕塑的孫立人銅像在館內揭幕，除中市副市長蔡炳坤、孫家、百餘名新一軍老兵外，軍方由十軍團中將指揮官趙克達代表。
孫立人待過的原日本第八飛行聯隊隊長官舍原作為美和科技大學的文藝場所。校長林顯輝在2015年決定參考臺中的孫立人故居，回到原先歷史定位，展覽孫立人文物。

### 文保
2001年6月6日，市府文化局審查會議，將孫立人故居通過列為歷史建築。市府於2018年9月17日改公告為紀念建築，以彰顯孫將軍對臺灣歷史之重要性，成為台中市首座紀念建築。

## 外部連結
- 孫立人將軍故居的Facebook專頁